# Ampelocissus arachnoidea
Ampelocissus arachnoidea là một loài thực vật hai lá mầm trong họ Nho. Loài này được (Hausskn.) Planch. miêu tả khoa học đầu tiên năm 1884.